# Szabla Sharpe’a
Szabla Sharpe’a (ang. Sharpe’s Sword) – brytyjski telewizyjny film historyczny z 1995 roku. Film jest częścią cyklu filmów o Richardzie Sharpie, zrealizowanego na podstawie serii powieści o tej postaci autorstwa Bernarda Cornwella.

## Fabuła
Richard Sharpe i jego oddział strzelców zostają wysłani, z pomocą jednemu z najważniejszych agentów Lorda Wellingtona, tajemniczego „El Miradora”. Agent ten ma bazę w okolicach fortu Villafranca i właśnie stał się celem dla pułkownika francuskiego wywiadu, który usiłuje go zlikwidować.

## Główne role
- Sean Bean – Richard Sharpe
- Daragh O’Malley – Patrick Harper
- John Tams – Hagman
- Jason Salkey – Harris
- James Purefoy – Jack Spears
- Emily Mortimer – Lass